# 东方肉穗草
东方肉穗草（学名：Sarcopyramis bodinieri var. delicata）为野牡丹科肉穗草属下的一个变种。